# تجمع الكونغرس التقدمي
كتلة الكونغرس التقدمية (بالإنجليزية:Congressional Progressive Caucus) هي كتلة في الكونغرس تنتمي إلى الحزب الديمقراطي في الكونغرس الأمريكي. تمثل الكتلة الفصيل اليساري في الحزب الديمقراطي. تأسست في عام 1991 ونمت منذ ذلك الحين، لتصبح أكبر كتلة للديمقراطيين في مجلس النواب الأمريكي.
اعتبارًا من يونيو 2023، تضم الكتلة 102 عضوًا (100 ممثل مصوت، ومندوب واحد ليس له حق التصويت، وعضو واحد في مجلس الشيوخ الأمريكي)، مما يجعلها أكبر تجمع أيديولوجي في الحزب الديمقراطي (أكبر من الائتلاف الديمقراطي الجديد) وثاني أكبر تجمع أيديولوجي بشكل عام (بعد لجنة الدراسة الجمهورية). (تقاعد أحد الأعضاء من الكونجرس في مايو 2023 أثناء انعقاد الكونجرس 118 للولايات المتحدة). وتترأس الكتلة النائبة الأمريكية براميلا دجيابال (عن ولاية واشنطن).

## تاريخ
تأسست الكتلة في عام 1991 من قبل النواب لان إيفانز، توماس اندروز، ماكسين مور ووترز، وبيرني ساندرز و اخرون.

## سياسات
تمثل سياسات الكتلة الديمقراطية الاجتماعية والديمقراطية الاشتراكية من أجل"نظام رعاية صحية مجانية وعالي الجودة للجميع"، وقوانين أجر المعيشة، وتخفيضات في الإنفاق العسكري، وقمع جشع الشركات، ووضع حد للسجن الجماعي، ودعم وتنفيذ تدابير سريعة للبدء بعكس تغير المناخ، وسياسات هجرة إنسانية والتعويضات. والدفاع عن مجتمع الميم/عين.

## اعضاء

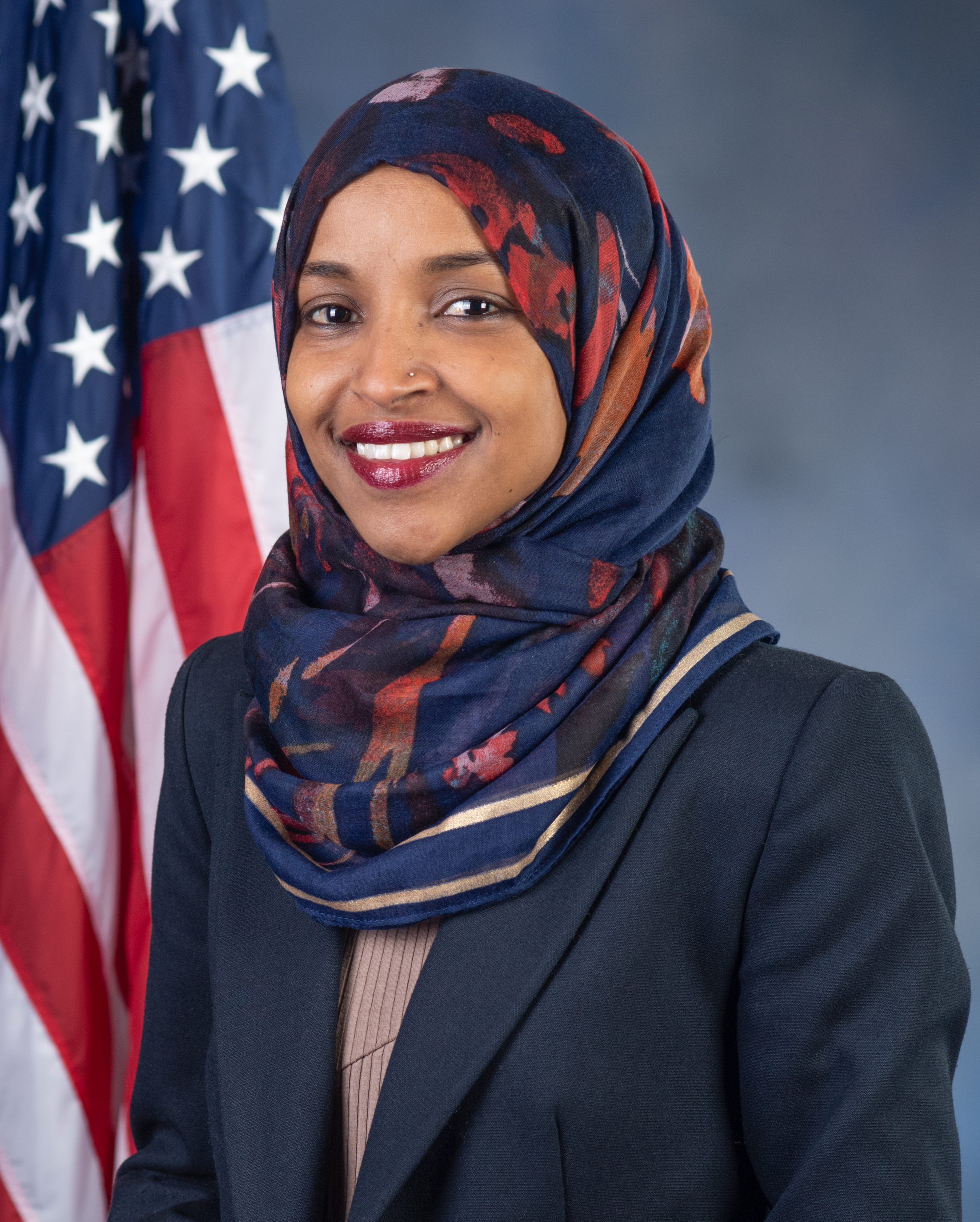
النائبة إلهان عمر

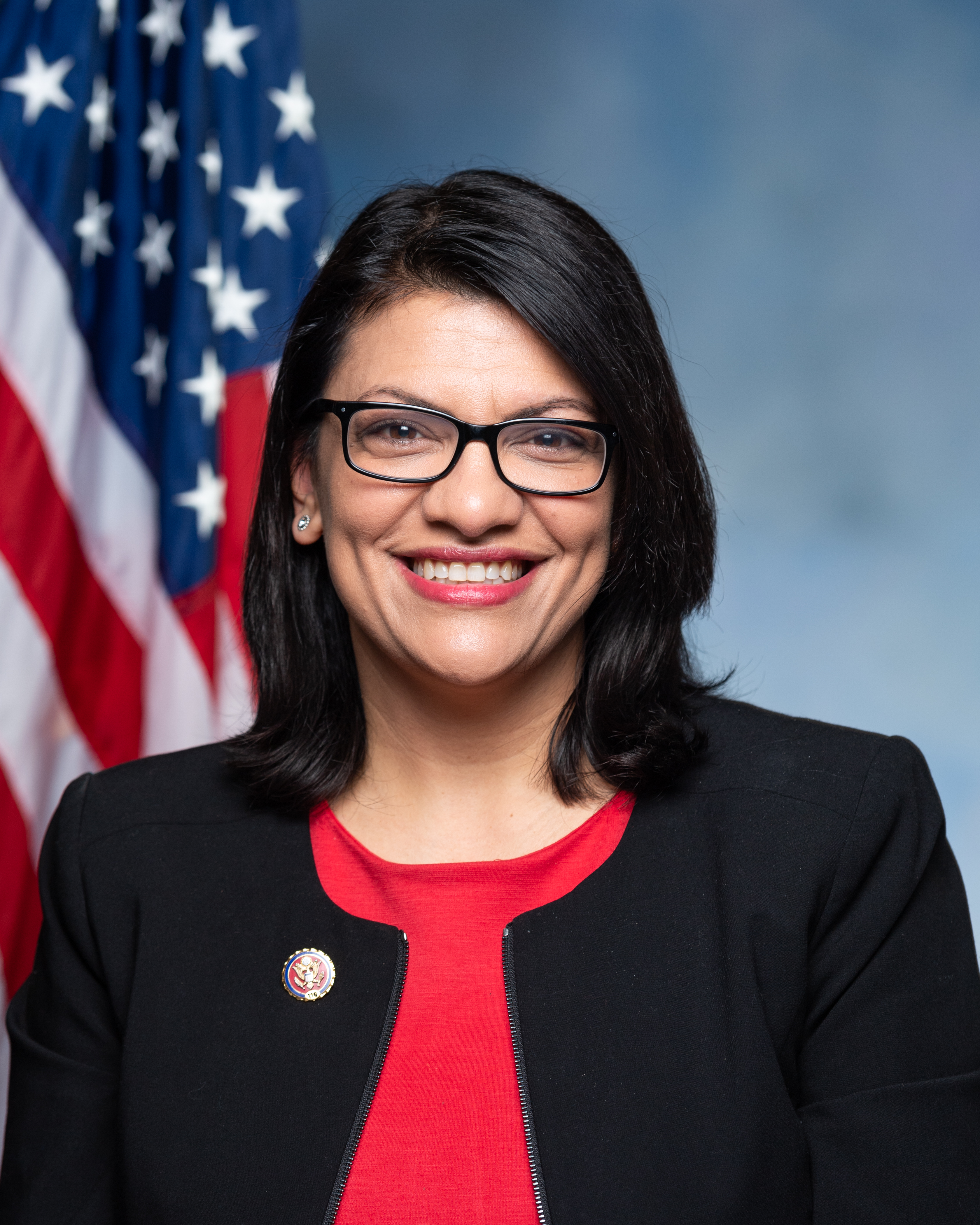
النائبة رشيدة طليب

## وصلات خارجية
الموقع الرسمي